# پیتراپورتزیو
پیتراپورتزیو (به ایتالیایی: Pietraporzio) یک کومونه در ایتالیا است که در استان کونیو واقع شده‌است. پیتراپورتزیو ۵۴٫۸ کیلومتر مربع مساحت و ۹۹ نفر جمعیت دارد.